# Panopea
Panopea är en av havsnymferna i Nereiderna inom grekisk mytologi. Mor till Aigle. 